# Bertula tumidalis
Bertula tumidalis là một loài bướm đêm trong họ Erebidae.